# The Four Lads
The Four Lads fue un cuarteto vocal canadiense que, en las décadas de 1950, 1960 y 1970, publicó numerosos sencillos de éxito y consiguió varios discos de oro. Entre sus canciones más emblemáticas se incluyen "Moments to Remember", "Standing on the Corner", "No, Not Much", "Who Needs You?" y "Istanbul (Not Constantinople)".
The Four Lads aparecieron en muchos programas de televisión, incluido The Pat Boone Chevy Showroom (1958), el programa de Perry Como, Perry Presents (1959), La hora de Frankie Laine (1956) y el especial de la PBS, Moments to Remember: My Music.

El cuarteto original fue formado en Toronto por miembros del coro escolar St. Michael's Choir School. Los fundadores fueron Corrado "Connie" Codarini, bajo, John Bernard "Bernie" Toorish, tenor y arreglista vocal, James F. "Jimmy" Arnold, vocalista principal y Frank "Frankie" Busseri, barítono y director del grupo. Codarini y Toorish habían formado un grupo con otros dos estudiantes de St. Michael, Rudi Maugeri y John Perkins, que más tarde fundarían The Crew-Cuts.

## Historia
El grupo era conocido como 'The Otnorots' ("Toronto" escrito al revés) y 'The Jordonaires' (que no debe confundirse con The Jordanaires que cantaban coros para Elvis Presley). Cuando Maugeri y Perkins dejaron el grupo para concentrarse en sus tareas escolares, Codarini y Toorish se unieron a Arnold y Busseri en un nuevo cuarteto. En casa, practicaban hasta lograr armonías nítidas, ya fuera para espirituales, música sacra o pop. Originalmente se hacían llamar "The Four Dukes", pero descubrieron que un grupo de Detroit ya usaba ese nombre, por lo que lo cambiaron a The Four Lads. En 1950, comenzaron a cantar en clubes locales y pronto llamaron la atención de los cazatalentos. Reclutados para ir a Nueva York por Mitch Miller, el A&R de Columbia Records, comenzaron a cantar coros para algunos de los artistas del sello discográfico. Uno de esos artistas, Johnnie Ray, tuvo un gran éxito en 1951 con "Cry" y "The Little White Cloud That Cried", con los Four Lads apoyándolo.
Después del éxito de Ray, los Four Lads firmaron un contrato de grabación con Columbia. A principios de 1952, grabaron su primera canción, "Turn Back", escrita por el miembro del grupo Bernie Toorish bajo el nombre de "Dazz Jordan". Lanzada por Okeh Records, subsidiaria de Columbia, la canción no logró impresionar. Sin embargo, poco después, el grupo obtuvo su primer sencillo de éxito con "The Mocking Bird". Basada en una melodía del segundo movimiento de la Sinfonía n.º 9 de Antonin Dvorak (conocida como la "Sinfonía del Nuevo Mundo") y con un acompañamiento extremadamente limitado de percusión y bajo, "The Mocking Bird" alcanzó el puesto número 23 en la lista Billboard Hot 100. The Four Lads continuaron obteniendo más éxitos, ya con Columbia Records, donde permanecieron hasta 1960.
En 1953, los Four Lads obtuvieron su primer disco de oro, con "Istanbul (Not Constantinople)", una canción que les dio su primer éxito en la lista de los diez primeros de Estados Unidos y los impulsó aún más al estrellato.
Los éxitos más famosos del grupo fueron "Moments to Remember" de 1955 y " Standing on the Corner ", de la producción musical de Broadway de The Most Happy Fella, en 1956. Un álbum de góspel con Frankie Laine los llevó de regreso a sus raíces y produjo el exitoso sencillo "Rain, Rain, Rain", escrito por Toorish bajo el seudónimo de "Jay McConologue". Las grabaciones de Columbia de The Four Lads han visto lanzamientos y reediciones en numerosos álbumes de estudio y compilaciones a lo largo de los años.
A finales de 1958, la regrabación del grupo de "The Mocking Bird" se convirtió en su último éxito pop Top 40. En 1959, su última aparición en las listas de éxitos fue con "Happy Anniversary", una canción de la película del mismo nombre que alcanzó el puesto 77. Cuando su contrato con Columbia expiró en 1960, el grupo pasó el resto de la década grabando para los sellos Kapp, Dot y United Artists sin volver a las listas de éxitos.
Codarini fue reemplazado en 1962 por Johnny D'Arc (quien permaneció con los Lads hasta 1982). Toorish, que se quemó después de veinte años de actuaciones, fue reemplazado por Sid Edwards a principios de la década de 1970 y se convirtió en un empresario de seguros. Arnold dejó el grupo en 1980 para convertirse en profesor de canto en Sacramento, California. Busseri permaneció con el grupo y actuó regularmente con varios miembros hasta finales de 2018.
Johnny D'Arc murió en 1999, a los 60 años. Jimmy Arnold murió en 2004, a la edad de 72 años en Sacramento, California. Codarini murió el 28 de abril de 2010 en Concord, Carolina del Norte, a la edad de 80 años. Frank Busseri murió en Rancho Mirage, California, el 28 de enero de 2019, a los 86 años. Aaron Bruce (Aaron Bruce Grattidge), que trabajaba como DJ de radio entre presentaciones, murió en Topeka, Kansas en agosto de 2020, a los 79 años.

## Premios y reconocimientos
En 1984, los Four Lads fueron incluidos en el Salón de la Fama de la Música Canadiense por la Academia Canadiense de Artes y Ciencias de la Grabación (CARAS).  Fueron incluidos en el Salón de la Fama de los Grupos Vocales en 2003.

## Discos de oro
- "Istanbul (Not Constantinople)" (1953)
- "Moments to Remember" (1955)
- "No, Not Much" (1955)
- "Standing on the Corner" (1956)
- "Who Needs You?" (1956)[13]

## Álbumes
Álbumes de estudio
Columbia Records
- The 4 Lads Stage Show (CL 6329, 1954)
- Frankie Laine and the Four Lads (with Frankie Laine) (CL 861)
- On the Sunny Side (with Claude Thornhill and his orchestra) (CL 912, 1956)
- The Four Lads Sing Frank Loesser (with Ray Ellis and his orchestra) (CL 1045, 1957)
- Four On The Aisle (CL 1111/CS 8047, 1958)
- Breezin' Along (CL 1223/CS 8035, 1958)
- Greatest Hits (CL 1235, 1958)
- Swing Along (CL 1299/CS 8106, 1959)
- High Spirits! (CL 1407/CS 8203, 1959)
- Love Affair (CL 1502/CS 8293, 1960)
- Everything Goes!!! (CL 1550/CS 8350, 1960)

Kapp Records
- 12 Hits (KL 1224/KS 3224, 1961)
- Dixeland Doin's (KL 1254/KS 3254, 1961)

Dot Records
- Hits of the 1960's (DLP 3438/DLP 25438, 1962)
- Oh Happy Day (DLP 3533/DLP 25533, 1963)

United Artists Records
- This Year's Top Movie Songs (UAL 3356/UAS 6356, 1964)
- Songs of World War I (UAL 3399/UAS 6399, 1964)

Foma Records
- Ten Million & Still Counting (1977)

Álbumes recopilatorios destacados
- 16 Most Requested Songs (1991)
- That Great Gettin' Up Mornin' (1995)
- Love Songs by the Four Lads (1997)
- Moments to Remember: The Very Best of the Four Lads (2000)
- The Singles Collection (2005)